# Джеймс Нелсон (тенісист)
Джеймс Нелсон (англ. James Nelson; нар. 18 лютого 1982) — колишній британський тенісист.
Найвищу одиночну позицію світового рейтингу — 590 місце досяг 14 травня 2001, парну — 323 місце — 22 липня 2002 року.

## Юніорські фінали турнірів Великого шолома

### Парний розряд: 1 (1 перемога)
| Результат | Рік  | Турнір                           | Покриття | Партнер   | Суперники                  | Рахунок  |
| --------- | ---- | -------------------------------- | -------- | --------- | -------------------------- | -------- |
| Перемога  | 2000 | Відкритий чемпіонат США з тенісу | Тверде   | Лі Чайлдс | Роббі Джінепрі Трес Дейвіс | 6–2, 6–4 |

## Фінали ATP Челленджер і ITF Ф'ючерс

### Парний розряд: 8 (4–4)
| Легенда              |
| -------------------- |
| ATP Челленджер (0–0) |
| ITF Ф'ючерс (4–4)    |

| Фінали за покриттям |
| ------------------- |
| Тверде (4–2)        |
| Ґрунт (0–1)         |
| Трава (0–0)         |
| Килим (0–1)         |

| Результат | В-П | Дата     | Турнір                                    | Рівень  | Покриття | Партнер       | Суперники                        | Рахунок                  |
| --------- | --- | -------- | ----------------------------------------- | ------- | -------- | ------------- | -------------------------------- | ------------------------ |
| Перемога  | 1–0 | Жов 2000 | Велика Британія F11, Лідс                 | Ф'ючерс | Тверде   | Лі Чайлдс     | Джеймс Окленд Баррі Фулчер       | 5–4(6–4), 5–3, 2–4, 4–2  |
| Поразка   | 1–1 | Січ 2001 | Індія F1, Джорхат                         | Ф'ючерс | Ґрунт    | Олівер Фрілав | Фазалуддін Сієд Дмитро Томашевич | 6–2, 5–7, 4–6            |
| Поразка   | 1–2 | Лют 2001 | Велика Британія F1, Ноттінгем             | Ф'ючерс | Килим    | Лі Чайлдс     | Олівер Фрілав Джеймс Девідсон    | 4–6, 7–6(7–4), 6–7(1–7), |
| Перемога  | 2–2 | Сер 2001 | Велика Британія F6, Бат                   | Ф'ючерс | Тверде   | Саймон Діксон | Бенжамен Кассень Жульєн Кулі     | 6–1, 7–6(7–2)            |
| Перемога  | 3–2 | Сер 2001 | Велика Британія F7, Камберленд (графство) | Ф'ючерс | Тверде   | Саймон Діксон | Джон Доран Алекс Вітт            | 7–6(7–3), 6–1            |
| Перемога  | 4–2 | Вер 2001 | Велика Британія F9, Сандерленд            | Ф'ючерс | Тверде   | Саймон Діксон | Домінік Буле Себастьян Фіц       | 2–6, 7–5, 7–5            |
| Поразка   | 4–3 | Жов 2001 | Велика Британія F11, Лідс                 | Ф'ючерс | Тверде   | Саймон Діксон | Ярослав Левінський Ловро Зовко   | 5–7, 4–6                 |
| Поразка   | 4–4 | Жов 2002 | Велика Британія F10, Джерсі               | Ф'ючерс | Тверде   | Саймон Діксон | Веслі Муді Лубен Пампулов        | 3–6, 2–6                 |